# Deathlok
Deathlok, parfois appelé Cyberman dans certaines traductions françaises, est un super-héros appartenant à l'univers de Marvel Comics. C'est un cyborg dont l'identité humaine a été incarnée successivement par plusieurs personnes. Le premier (Luther Manning) a été créé par Rich Buckler et Doug Moench en 1974 dans Astonishing Tales #25 (publié en France dans Frankenstein n°9). Le suivant (John Kelly) est apparu dans Marvel Comics Presents #62, le troisième (Michael Collins) dans la mini-série Deathlok en 1990, le quatrième (Jack Truman) en 1999, et le dernier en date (Mike Peterson) est apparu dans la série télévisée Marvel : Les Agents du SHIELD.

## Biographie fictive

### Michael Collins
Originaire de Philadelphie, le docteur Michael Collins habite avec sa femme Tracy et son fils Nicholas. Il travaille pour Stark Enterprises en tant que chef de projet informatique. Il est débauché par Cybertek Systems, une société concurrente du New Jersey. Il développe pour eux des prothèses bioniques pendant presque 5 ans, jusqu'au « Projet Deathlok ».
Ayant eu connaissance d'un cyborg égaré, la Roxxon Oil Company le vole au SHIELD grâce à sa filiale, la Brand. Harlan Ryker fait partie de l'équipe et réussit à reproduire les plans du cyborg pour créer un robot destiné à tuer la Chose lors du « Projet Pegasus ». Quand le cyborg d'origine s'échappe et que la Brand est fermée, Ryker est transféré chez Cybertek, une autre filiale, où il poursuit ses travaux. Il crée le Warwolf, puis entreprend de faire un deuxième Deathlok, avec le cerveau de John Kelly, un ancien colonel de l'armée. Deathlok est une réussite jusqu'à ce que Kelly tente de prendre le contrôle de son ordinateur intégré. Ce dernier se protège en électrocutant le cerveau de Kelly, le laissant pour mort.
À la suite de cet échec, Cybertek reprend la recherche. Quand Michael Collins découvre cela, il demande à Ryker d'arrêter. Ryker ouvre le docteur et transfère son cerveau encore vivant sur le cyborg.
La Roxxon envoie son cyborg tout neuf en mission en Amérique du Sud pour éliminer des guérilleros. Le meurtre déstabilise la nature du calme Collins, ce qui lui permit de reprendre le contrôle de l'ordinateur. Revenant chez Cybertek, il reprend totalement sa liberté neurale et s'enfuit.
Sa femme Tracy trop effrayée, Deathlok se cache dans un parc d'attractions et enquête sur la Roxxon. La firme tente de le supprimer en engageant Mainframe. Ce dernier est arrêté.
Deathlok retourne en Amérique du Sud détruire les travaux de la Roxxon puis veut capturer Ryker. Ce dernier tente de faire chanter le cyborg, mais il est quand même livré à Nick Fury.
À la demande de Collins, le SHIELD fait croire à Tracy que Michael est parti pour une longue mission secrète. Ce dernier se lance alors à la recherche de son corps. Depuis sa cellule, Ryker envoie le Warwolf éliminer toute preuve.
En tant que Deathlok, il affronte de nombreux ennemis : un robot du Docteur Fatalis, Silvermane, les Sinistres Six... Il est l'allié de Spider-Man et de Ghost Rider.
La Roxxon revend Cybertek, et Deathlok affronte Moses Magnum. Il retrouve sa famille juste après. Mais voyant qu'il restait un danger (il est attaqué par le cerveau de John Kelly, Biohazard), il repart pour Coney Island.
Depuis il a refait son apparition dans la mini-série Beyond! écrite par Dwayne McDuffie et illustrée par Scott Kolins.

## Apparitions dans d'autres médias

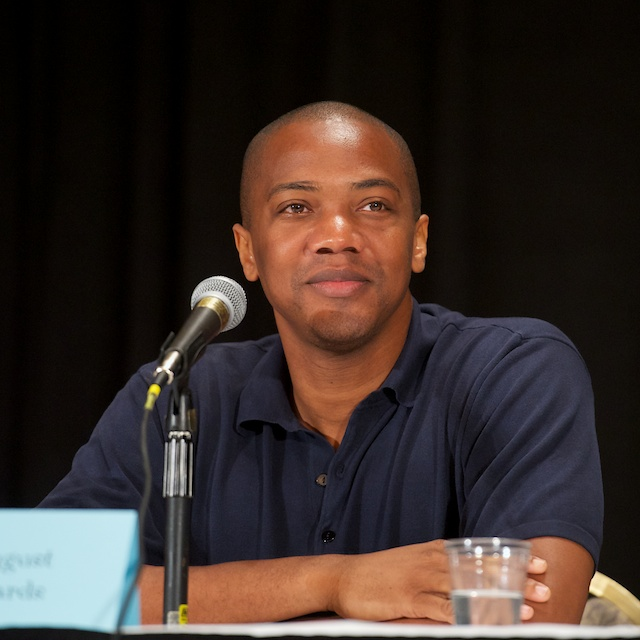
J. August Richards incarne Mike Peterson/Deathlok dans la série Marvel : Les agents du SHIELD.

Sauf indication contraire, les informations mentionnées dans cette section peuvent être confirmées par la base de données cinématographiques IMDb,  présente dans la section « Liens externes ».

### Télévision
- 2013 : Hulk et les agents du S.M.A.S.H.

Interprété par J. August Richards dans l'Univers cinématographique Marvel
- depuis 2013 : Marvel : Les Agents du S.H.I.E.L.D. (série télévisée).

### Autres
- Deathlok apparait en figurine Marvel Legends "série 9".
- Deathlok apparait dans le jeu mobile Marvel Snap.

## Dans l'Univers cinématographique Marvel
Dans la série Marvel : Les agents du S.H.I.E.L.D. Deathlok apparaît sous le nom de Mike Peterson. Mike est un homme ordinaire qui se voit offrir la possibilité de participer au « projet Centipede » après une blessure, ce qui a eu pour effet de régénérer son corps et de le renforcer. Après avoir été pris dans une explosion, il perd un bras et une jambe, remplacés par des membres cybernétiques, devenant ainsi Deathlok. Depuis, il travaille en étroite collaboration pour le S.H.I.E.L.D. du directeur Coulson.

## Collaborateurs et scénaristes
Joe Casey, Leonardo Manco, Joe Quesada, Gregory Wright,  Dwayne McDuffie, Denys Cowan, Mike Manley, Jackson Guice, Steven Butler, Scott Kolins